# Centrum Informatie en Documentatie Israël
Het Centrum Informatie en Documentatie Israël (CIDI) – in eigen spelling doorgaans 'Israel' – is een Nederlands informatiecentrum en lobbyorganisatie, gericht op de belangen van Israël en Joden. Speerpunten zijn de positie van de Staat Israël en van Joden wereldwijd en het bestrijden van antisemitisme. Middelen die zij hiertoe hanteert zijn het onderhouden van contacten met politici en beleidsmakers, het verspreiden van informatie via diverse media, een eigen website, publieke bijeenkomsten en het uitgeven van lesmateriaal voor scholen. CIDI verzorgt tevens begeleide informatiereizen naar Israël en Auschwitz voor uiteenlopende doelgroepen.
Het Israëlisch-Palestijns conflict is een van de centrale thema's. Zij heeft een eigen jongerenorganisatie CIJO.

## Oprichting
Het CIDI werd in 1974 opgericht door de Joodse jurist en hoogleraar staats- en administratief recht David Simons (1904-1998) en de, eveneens Joodse, jurist en drukker Robert Abraham (Bob) Levisson (1913-2001).
Aanleiding voor de oprichting was de Jom Kipoeroorlog van oktober 1973, die het positieve imago van Israël had aangetast. De oprichters wilden door het verspreiden van positieve informatie over Israël een tegenwicht bieden aan de volgens hen toenemende negatieve berichtgeving in de media.

## Bestuur en directie
Het bestuur van de stichting bestond in 2020 volgens de website uit zeven personen, van wie Ronnie Eisenmann sinds 2015 de voorzitter is.
| CIDI-voorzitters waren achtereenvolgens: |                                     |
| 1974 - 1980                              | Dagobert (David) Simons (1904-1998) |
| 1980 - januari 1999                      | Robert Abraham (Bob) Levisson       |
| januari 1999 - maart 2010                | John Manheim                        |
| maart 2010 - januari 2015                | Onno Hoes                           |
| januari 2015 -                           | Ronnie Eisenmann                    |

De directie is verantwoordelijk voor de dagelijkse gang van zaken. Ronny Naftaniel was directeur van 1980 tot 2013. Naomi Mestrum is sinds januari 2023 directeur.
| CIDI-directeuren achtereenvolgens: |                               |
| 1974 - 1980                        | Robert Abraham (Bob) Levisson |
| 1980 - maart 2013                  | Ronny Naftaniel               |
| maart 2013 - juni 2015             | Esther Voet                   |
| september 2015 - december 2022     | Hanna Luden                   |
| januari 2023 -                     | Naomi Mestrum                 |

Directie en bestuur worden bijgestaan door een raad van advies. In de raad van advies zitten vertegenwoordigers van de diverse Joodse organisaties in Nederland.
(Zie ook de lijst van voorzitters en directeuren verderop in dit artikel.)

## Financiering
CIDI wordt voor een groot deel gefinancierd uit donaties van particulieren en instellingen en door legaten. Vrienden van CIDI betalen een vast lidmaatschapsgeld. De Stichting Centrum voor Informatie en Documentatie Israël is erkend als een algemeen nut beogende instelling (ANBI). Nadere gegevens over de donoren van CIDI zijn niet openbaar.
De lobbygroep heeft een begroting van circa € 600.000 per jaar (2014). Sinds 2005 ontvangen CIDI en de CIDI-jongeren subsidie uit de collectieve Maror-gelden, dat zijn gelden afkomstig van roofgeld dat in de Tweede Wereldoorlog werd gestolen van Joden.

## Doel en activiteiten
De stichting vermeldt vier hoofddoelen:
- Het beschermen en versterken van de banden tussen Nederland, de Europese Unie en Israël
- Informatievoorziening over Israël en het Midden-Oosten
- Het stimuleren van het vredesproces tussen Israël en de Palestijnen
- Het bestrijden van antisemitisme

CIDI komt op voor de rechten van Joden in Nederland, in Israël en in de rest van de wereld. Doelgroepen zijn politici en beleidsmakers, media, jongeren (studenten) en de eigen achterban.
Het CIDI werkt aan haar doelstellingen door middel van artikelen op haar website, lobbyen bij politici en beleidsmakers, georganiseerde reizen voor diverse doelgroepen (zoals politici, journalisten en opiniemakers), het organiseren van lezingen en bijeenkomsten, publicaties in de Nederlandse media, sociale media, en onderzoek. CIDI verspreidt ook (gratis) onderwijsmateriaal over het Israëlisch-Palestijns conflict.
Het CIDI brengt elk jaar een rapport uit met een overzicht van meldingen van antisemitische incidenten. De gegevens komen van meldingen bij zowel het CIDI zelf, als bij andere organisaties, waaronder het Meldpunt Discriminatie Internet en de regiopolitie Amsterdam-Amstelland.
De stichting zegt het vredesproces tussen Israël en de Palestijnen te willen stimuleren op basis van twee staten, de zogeheten tweestatenoplossing, die het zelfbeschikkingsrecht van zowel Joden als Palestijnen respecteert. Wel vond CIDI de zogenaamde ‘Deal van de Eeuw’, zoals in januari 2020 door Donald Trump gepresenteerd, een goed uitgangspunt voor de Palestijnse "gedroomde eigen staat" en dit 'vredesinitiatief' "een nieuwe, realistische kans op een eigen staat."

### Lobby-activiteiten
CIDI wordt gezien als een belangrijke organisatie binnen de zogenaamde (pro-)Israël-lobby in Nederland, dat is een coalitie van organisaties en individuen die primair de belangen van de staat Israël verdedigen. Het kantoor ligt vlak bij het Tweede Kamergebouw in Den Haag. CIDI dringt er bij bepaalde politici soms op aan Kamervragen te stellen over politieke onderwerpen betreffende het Israëlisch-Palestijnse conflict, om zo de politiek op belangrijke punten te beïnvloeden. Vaak volgen Kamervragen op artikelen die op de website geplaatst zijn.
Bij Europarlementariërs is met name gelobbyd betreffende Iran.
De lobbygroep heeft met name warme banden met de VVD. De VVD'er John Manheim, die tot 2010 voorzitter van CIDI was, werd daarna honorair consul van Israël. Als CIDI-voorzitter leidde hij diverse VVD-buitenlandwoordvoerders en fractieleiders rond door Israël. De band tussen CIDI en VVD werd door bronnen rondom de VVD als amicaal omschreven, met bijna dagelijks persoonlijke contacten "in de wandelgangen of in de kroeg". Ook met andere partijen worden wel contacten onderhouden.
De Leidse hoogleraar Arco Timmermans omschreef het CIDI als "Een effectieve en professionele lobbygroep. Ze verstaan als geen ander de kunst van de stille lobby: iets agenderen en in de openbaarheid brengen zonder zichzelf als organisatie daarachter bekend te maken en er voor uit te komen." Als voorbeeld noemde hij het initiëren door het CIDI van een advertentie in de Telegraaf tegen antisemitisme, waarbij het leek alsof het een initiatief was van de BN'ers die zich erin uitspraken en op persoonlijke titel een oproep deden. De betreffende advertentie was door de Telegraaf gratis aangeboden. D66-leider Alexander Pechtold had de oproep juist niet ondertekend, omdat CIDI slechts de enige organisatie was die dit initiatief had genomen en omdat het eenzijdig om antisemitisme ging en niet over alle vormen van discriminatie.
In de Nederlandse media geeft het CIDI, meestal in de persoon van (oud)-bestuursleden of teamleden, commentaar bij onderwerpen betreffende Joden of Israël, evenals in hoorzittingen van het parlement.
Het CIDI was nauw betrokken bij de oprichting van het Iran Comité (30 maart 2009) dat, in lijn met de Israëlische politiek, vooral tot doel had te waarschuwen voor een Iraanse atoombom en te pleiten voor sancties tegen dit land. Het Comité huisde een tijdje in het kantoorpand van CIDI, toen Ronny Naftaniel er nog directeur was. Naftaniel was ook een van de oprichters van het Comité, waarvan Bram Peper voorzitter was. De organisaties hielden meerdere gezamenlijke bijeenkomsten. In 2009 probeerden ze Nederlandse Europarlementariërs er van te weerhouden met een officiële delegatie een bezoek aan Iran te brengen met de dreiging om anders in de Nederlandse media hun reputatie te beschadigen. In oktober 2012 voerden beide organisaties opnieuw actie tegen een gepland bezoek.
In 1992 richtte CIDI OPTIN (Organisation for the Promotion of Trade between Israel and the Netherlands) op, die de economische samenwerking tussen Israël en Nederland wil bevorderen.

### Antisemitisme-bestrijding
CIDI tracht het antisemitisme in Nederland te bestrijden door het uitbrengen van de jaarlijkse "Monitor Antisemitische Incidenten", waarin meldingen staan die zijn doorgegeven vanuit andere discriminatiemeldpunten, en antisemitische incidenten die door CIDI zelf worden gesignaleerd. De Monitor is gebaseerd op de controversiële IHRA-definitie. Zuster-organisaties in andere landen, zoals de Britse Community Security Trust (CST) brengen soortgelijke monitors uit.

### Onderwijs
Het 'onderwijsveld' beschouwt CIDI als een zeer belangrijk speerpunt van haar werk. Het gaat daarbij zowel om educatie over WO II, de Holocaust en antisemitisme, als om kennis over en interpretatie van het conflict tussen enerzijds Israël en anderzijds de Palestijnen, Arabieren en de moslimwereld.
Tijdens een jaarlijkse seminar voor docenten in Yad Vashem in Israël geeft CIDI haar visie over hoe docenten les zouden kunnen geven over de Holocaust. Deze reizen worden gesubsidieerd vanuit de collectieve Maror-gelden.
Sinds 1988 wordt een jaarlijkse Collegereeks georganiseerd, waarbij aangemelde universiteitsstudenten hun kennis kunnen vergroten door te leren over de Israëlische politiek, het Midden-Oosten en het Israëlisch-Palestijnse conflict. Om objectieve informatie te verschaffen, worden er ook Palestijnse academici uitgenodigd om hun perspectief te laten horen. De colleges worden gewoonlijk (althans tot aan de coranacrisis) gegeven in Den Haag.

#### Lesmethoden
Het CIDI ontwikkelt eigen lesmethoden en -materiaal over Israël-Palestina. Voor het Nederlandse voortgezet onderwijs heeft het CIDI hierover een geschiedeniskatern uitgegeven.
De Partij van de Eenheid (PvdE) in de Haagse raad vond dit "verre van objectief" en wilde dat het gebruik van dat katern op Haagse vmbo's zou stoppen.
Historicus Jan Tervoort analyseerde ook eerder al geschiedenislesmateriaal over het Israëlisch-Palestijns conflict. en noemde het 'indoctrinatie'.

## Jongerenorganisatie CIJO
De CIDI-jongerenorganisatie CIJO is een vereniging, in 2002 door Simone Kukenheim opgericht, van studenten die vanuit verschillende achtergronden affiniteit hebben met Israël en graag vrede zien in het Midden-Oosten. De CIJO wil zich inleven in alle partijen die een rol spelen in het conflict. De CIJO steunt de tweestatenoplossing als uitgangspunt bij de vredesbesprekingen en respect voor de volkssoevereiniteit van iedere natie. Ze maken zich hard voor een democratisch Israël, gebaseerd op de principes van vrijheid, gelijkwaardigheid en rechtvaardigheid. De CIJO noemt zichzelf een "politieke organisatie", in de zin dat ze zich mengt in het politieke debat. Daarnaast wil de CIJO bouwen aan een vredige samenleving in Nederland, bestrijdt actief racisme, discriminatie en vooroordelen en organiseert activiteiten, zoals debatten en lezingen om de dialoog tussen jongeren van verschillende achtergronden te versterken.
De CIJO organiseert jaarlijks een 'Fact Finding Mission' naar Israël, waarbij onder haar leiding jongeren naar Israël afreizen met als doel "zich te verdiepen in verschillende aspecten van het land en het Midden-Oostenconflict." Aan deze reizen hebben ook wel journalisten deelgenomen. Zij praten met de jongeren onder meer over de Nederlandse berichtgeving van het Israëlisch-Palestijns conflict, terrorisme en de betekenis van de Israëlische Westoeverbarrière.

## Kritiek

### Besteding Maror-gelden
In juli 2019 uitte The Rights Forum (TRF) kritiek op de besteding van de jaarlijkse € 1.8 miljoen aan Maror-gelden die CIDI jaarlijks ontvangt voor de financiering van activiteiten van de Nederlandse Joodse gemeenschap. TRF berekende dat CIDI tussen 2005 en 2019 circa € 1,8 miljoen ontving. Volgens TRF worden deze gelden deels gebruikt voor jubileumactiviteiten, zelfpromotie en organisatiekosten van het CIDI zelf.
Er werd bijvoorbeeld € 70.000 aan de eigen website besteed. Ook worden er reizen voor journalisten, politici en beleidsmakers naar Israël georganiseerd met een propagandistisch pro-Israëlkarakter. Ook worden forse bedragen besteed aan reizen voor CIDI-jongeren. In 2019 ontving CIDI minimaal €15.000 van het jaarlijkse budget.
Door een tweet van de premier van de Palestijnse Autoriteit werd in oktober 2019 bij toeval bekend dat CIDI in oktober 2019 heimelijk een reis naar Israël en Palestina had georganiseerd voor 16 VVD-leden, inclusief vier ambtenaren van Buitenlandse Zaken en van Justitie, en het Kamerlid Dilan Yeşilgöz, die in 2021 staatssecretaris en in januari 2022 minister van Justitie en Veiligheid zou worden. Ook deze reis bleek deels te zijn gefinancierd met Maror-gelden. TRF stelde vragen bij de inzet van Maror-gelden voor het financieren van wat TRF beschouwt als propaganda-reizen voor ambtenaren. In mei 2018 organiseerde CIDI een soortgelijke reis voor 17 CDA-politici, in het Maror-besluit omschreven als "Reis voor high-potential politici". Voor deze reis ontving CIDI een kleine 34.000 euro aan Maror-gelden.

### Yad Vashem-reizen
CIDI organiseerde met ruim een ton subsidie van de gemeente Amsterdam voor 2021 en 2022 twee studiereizen naar Yad Vashem in Jeruzalem voor training van de Amsterdamse politie, juridische experts van de gemeente en medewerkers van het Openbaar Ministerie tegen antisemitisme. Deze vielen niet in goede aarde bij Jaap Hamburger van Een Ander Joods Geluid en TRF. De kritiek betrof de promotie van de omstreden IHRA-definitie van antisemitisme die door CIDI wordt gehanteerd. Hamburger vreesde dat daarmee de onafhankelijkheid van de politie en het OM in gevaar zou komen. Gerard Jonkman van The Rights Forum heeft bezwaar tegen de twee petten die CIDI hier op heeft. Enerzijds is het een organisatie die antisemitisme bestrijdt, tegelijkertijd lobbyt zij voor Israël. Dezelfde verstrengeling als bij de IHRA-definitie.
Naomi Mestrum van CIDI, bestreed de kritiek. Zij vond dat Yad Vashem de beste experts heeft op het gebied van de Holocaust en het antisemitisme. Joden in Amsterdam zouden zich dankzij de reis beter begrepen voelen bij het melding maken van antisemitisme bij agenten en mensen bij het OM. Het OM en de politie in Amsterdam wezen het aanbod voor de reizen af en raadden deelname door medewerkers heel sterk af. De Amsterdamse politie wees eenzelfde reis in 2019 al af. De reizen werden buiten de politieorganisatie om door CIDI gepland.

### Beslotenheid en uitsluiting
Voor haar lezing in september 2019, op een 'geheime' bijeenkomst van het CIDI in het Mauritshuis, heeft Minister Sigrid Kaag (D66) van Buitenlandse Handel en Ontwikkelingssamenwerking vier uitnodigingen moeten intrekken. Het ging om vier gasten die te boek staan als progressief en Israël-kritisch. Zij waren niet welkom, zo liet het CIDI voorafgaand aan de lezing aan Kaag weten omdat ze ook kritisch staan tegenover het CIDI. Het ging om Gerard Jonkman en Martijn de Rooi van The Rights Forum, voorzitter Jaap Hamburger van Een Ander Joods Geluid en oud-journalist Maarten-Jan Heijmans. Kaag overwoog aanvankelijk om niet naar de bijeenkomst te gaan, maar dat dan een inhoudelijk debat verder onmogelijk zou worden. Het ministerie van Buitenlandse Zaken verspreidde voor de lezing een persverklaring waarin stond dat de afmelding ‘wordt betreurd’. Dat mensen worden uitgesloten ‘op basis van hun standpunten’ noemde het departement ‘vanzelfsprekend principieel onjuist en onwenselijk voor een volwaardige discussie’.

### Monitor antisemitisme
The Rights Forum had in 2020 forse kritiek op de ‘Monitor Antisemitisme’ die CIDI jaarlijks publiceert. CIDI wordt verweten hierin met alarmerend taalgebruik een overdreven voorstelling te maken van vermeend antisemitisme, met tegenstrijdige cijfers en een twijfelachtige methodologie.
Hanna Luden, directeur van het CIDI, beschuldigde ïn 2017 de politieke partij Denk van het aanwakkeren van antisemitisme. Dat werd uiterst kwalijk genomen door Tunahan Kurzu. Denk is de partij die bij uitstek uitspreekt tegenover alle vormen van discriminatie, ook tegen Jodenhaat. "Maar wij laten ons niet de mond snoeren bij kritiek op het beleid van Israël."